# Coroação

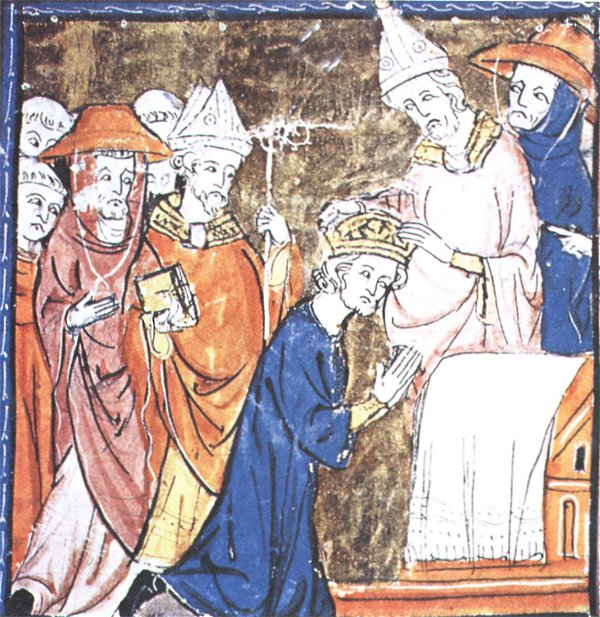
A coroação de Carlos Magno pelo Papa Leão III.

A coroação é o ato de colocação ou concessão de uma coroa sobre a cabeça de um monarca. O termo geralmente também se refere não apenas à coroação física, mas à cerimônia em que ocorre o ato de coroação, juntamente com a apresentação de outros itens de regalia, marcando a investidura formal de um monarca com poder real. Além da coroação, uma cerimônia de coroação pode incluir muitos outros rituais, como a tomada de votos especiais pelo monarca, a colocação e apresentação de regalias ao monarca e atos de homenagem pelos súditos do novo governante e a realização de outros atos rituais. de significado especial para a nação em particular. Em certas denominações cristãs, como luteranismo e anglicanismo, a coroação é um rito. Como tal, as coroações de estilo ocidental geralmente incluem a unção do monarca com óleo sagrado, ou crisma, como costuma ser chamado; o significado religioso do ritual de unção segue exemplos encontrados na Bíblia. A consorte do monarca também pode ser coroada, simultaneamente com o monarca ou como um evento separado.
Outrora um ritual vital entre as monarquias do mundo, as coroações mudaram ao longo do tempo devido a uma variedade de fatores sócio-políticos e religiosos; a maioria das monarquias modernas os dispensou completamente, preferindo cerimônias mais simples para marcar a ascensão de um monarca ao trono. No passado, os conceitos de realeza, coroação e divindade eram muitas vezes inexoravelmente ligados. Em algumas culturas antigas, os governantes eram considerados divinos ou parcialmente divinos: acreditava-se que o faraó egípcio era filho de Rá, o deus do sol, enquanto no Japão, acreditava-se que o imperador era descendente de Amaterasu, a deusa do sol. Roma promulgou a prática do culto ao imperador; Na Europa medieval, os monarcas afirmavam ter o direito divino de governar (análogo ao Mandato do Céu na China dinástica). As coroações já foram uma expressão visual direta dessas supostas conexões, mas os séculos recentes viram a diminuição de tais crenças.
As coroações ainda são observadas no Reino Unido, Tonga e em vários países asiáticos e africanos. Na Europa, a maioria dos monarcas é obrigada a fazer um juramento simples na presença da legislatura do país. Além de uma coroação, a ascensão de um monarca pode ser marcada de várias maneiras: algumas nações podem manter uma dimensão religiosa em seus rituais de ascensão, enquanto outras adotaram cerimônias de posse mais simples, ou mesmo nenhuma cerimônia. Algumas culturas usam ritos de banho ou limpeza, beber uma bebida sagrada ou outras práticas religiosas para obter um efeito comparável. Tais atos simbolizam a concessão do favor divino ao monarca dentro do relevante paradigma espiritual-religioso do país.
A coroação na linguagem comum hoje também pode, em um sentido mais amplo, referir-se a qualquer cerimônia formal em relação à ascensão de um monarca, seja ou não uma coroa real, tais cerimônias podem ser referidas como investiduras, inaugurações ou entronizações. A data do ato de adesão, porém, costuma preceder a data da cerimônia de coroação.